# Une mère (film, 2015)
Pour les articles homonymes, voir Une mère et Mère.
Pour plus de détails, voir Fiche technique et Distribution.
Une mère est un film dramatique français réalisé par Christine Carrière et sorti en 2015.

## Synopsis
Marie est une mère qui se plie en quatre pour tenter d'éduquer son unique fils Guillaume. Ce dernier, cruel, ingrat et impoli s'attire des ennuis à cause des vols qu'il commet ou des accidents de la route. Un jour, alors qu'il couche avec sa copine Suzanne, cette dernière tombe dans le coma. Guillaume, désemparé, s'enfuit. Alors qu'il a toujours réussi à passer entre les gouttes, il va se retrouver confronter à une vraie leçon de vie. Les problèmes finissent toujours par nous rattraper quand on les fuit.

## Fiche technique
- Titre original : Une mère
- Réalisation : Christine Carrière
- Scénario : Christine Carrière et Pascal Arnold
- Musique : Éric Neveux
- Photographie : Jeanne Lapoirie
- Montage : Martine Barraqué
- Costumes : Jacqueline Bouchard
- Décors : Julia Lemaire
- Sociétés de production : Agat Films & Cie, Groupe TSF et Poly-Son, en association avec les SOFICA SofiTVciné 2 et Cofinova 10
- Société de distribution : Les Films du losange
- Pays de production :  France
- Genre : drame
- Durée : 100 minutes
- Date de sortie :
  - France : 24 juin 2015

## Distribution
- Mathilde Seigner : Marie
- Kacey Mottet-Klein : Guillaume
- Pierfrancesco Favino : Pierre
- Salomé Dewaels : Suzanne
- Fiona Hernout : Lorianne
- Jenny Clève : la grand-mère
- Catherine Salée : Martine
- Eloise Charretier : la vendeuse de pâtisserie
- Charlotte Talpaert : la jeune femme blonde
- Simon Ferrante : le commissaire
- Marion Ploquin